# Smash Hit
『Smash Hit』は、スウェーデンのMediocre ABが開発したアクションゲームである。

## ゲーム内容
金属のボールを駆使してできる限り遠くまで進むのが目的である。
最初の地点でプレイヤーはボールを25個所持している。ボールはところどころに点在するクリスタルを割ることで入手可能。クリスタルを連続で10個割るたびに1回で投げられるボールの数が1つずつ増え、最大で5個まで増やせる。
アイテムが存在し、ボールを無限に打てるもの、時間がゆっくりになるもの、爆発して破壊力が強くなるものの3つが存在する。
道中のいたるところに障害物が存在するが、多くはボールで破壊可能である。破壊不可能な障害物として、銀の物体があるが、これは根元を壊すことやアイテムを使う事でぶつからないようにする事が出来る。ちなみに赤いレーザーも根本を壊さなければいけない。
障害物にぶつかる、またはクリスタルを割り損ねると1回で投げられるボールの数はリセットされ、ぶつかった場合はボールの数が10減る。残りのボールの数が0個になるとゲームオーバー。
チェックポイント11を過ぎた後、エンドレスモードというモードになる。
プレイ自体は無料でプレイできるが、チェックポイントからリスタートしたり、他のモードをプレイしたい場合、課金が必要。